# Alexis Zywiecki
Alexis Zywiecki (né le 10 avril 1984 à Lesquin) est un footballeur français qui évolue au poste de défenseur.

## Biographie
Après avoir été prêté au Dijon FCO lors de la saison 2006-2007, il signe un contrat de trois ans avec ce même club.
En octobre 2011, il réalise un essai avec l'Impact de Montréal, club de MLS.
En novembre 2011 il rejoint l'Étoile Football Club Fréjus Saint-Raphaël, club de National.